# Beilen
Beilen – wieś w holenderskiej prowincji Drenthe, gminie Midden-Drenthe. Jest położona 16 km na południe od Assen. W tej miejscowości w 1820 roku miał miejsce pożar, który strawił dużą jej część. W Beilen znajduje się stacja kolejowa. Wieś była osobną gminą do 1998, kiedy została włączona do Middenveld.